# Ouragan Ingrid
Pour l’article homonyme, voir Cyclone tropical Ingrid.
L’ouragan Ingrid est le dixième système tropical de la saison cyclonique 2013 dans l'océan Atlantique nord, le neuvième à recevoir un nom et seulement le second à avoir atteint le niveau d'ouragan. De catégorie 1 sur l'échelle de Saffir-Simpson, il s'est développé dans la baie de Campêche mais a touché la côte est du Mexique près de La Pesca, État de Tamaulipas, comme une tempête tropicale. Il a fait d'importants dommages et causé la mort de 23 personnes. De plus, il s'est produit en même temps que l'ouragan Manuel frappait la côte ouest du Mexique, causant l'état d'urgence sur une bonne partie du pays. Les noms Manuel et Ingrid furent retirés des listes futures à la suite des pertes encourues.

## Évolution météorologique
Une zone orageuse désorganisée à l'est de la péninsule du Yucatán a été mentionnée dans le bulletin d'analyse du National Hurricane Center (NHC) des États-Unis, dès le 10 septembre. L'onde tropicale a été très lente à se développer en raison de sa proximité avec la côte, et ne se développera pas avant d'atteindre la péninsule. Les modèles de prévision indiquaient que les conditions seraient favorables à son développement sur la baie de Campêche et elle est rapidement devenue la dépression tropicale Dix le 12 septembre en atteignant ses eaux,.
Le 13 septembre, la convection et l'organisation ont augmenté et la dépression est devenue la tempête tropicale Ingrid pendant que le flux atmosphérique faible la faisait dériver dans la baie. Partiellement à cause de la proximité de la tempête tropicale Manuel, dans le bassin du Pacifique de l'autre côté du Mexique, un cisaillement des vents significatif affectait le voisinage d’Ingrid mais la forte convection a permis la formation d'un œil le 14 septembre. Ingrid est devenu un ouragan, le deuxième de la saison, cet après-midi-là.
Un renforcement supplémentaire a eu lieu par la suite, et Ingrid a atteint une intensité maximale de 140 km/h tôt le 15 septembre tout en commençant à se déplacer vers le nord à nord-ouest vers la côte mexicaine. Ensuite, le cisaillement du vent a augmenté et Ingrid a faibli à nouveau. Ingrid a touché la côte en tant que forte tempête tropicale avec des vents de 100 km/h le matin du 16 septembre. La friction l'a fait devenir post-tropicale le lendemain.

## Préparatifs

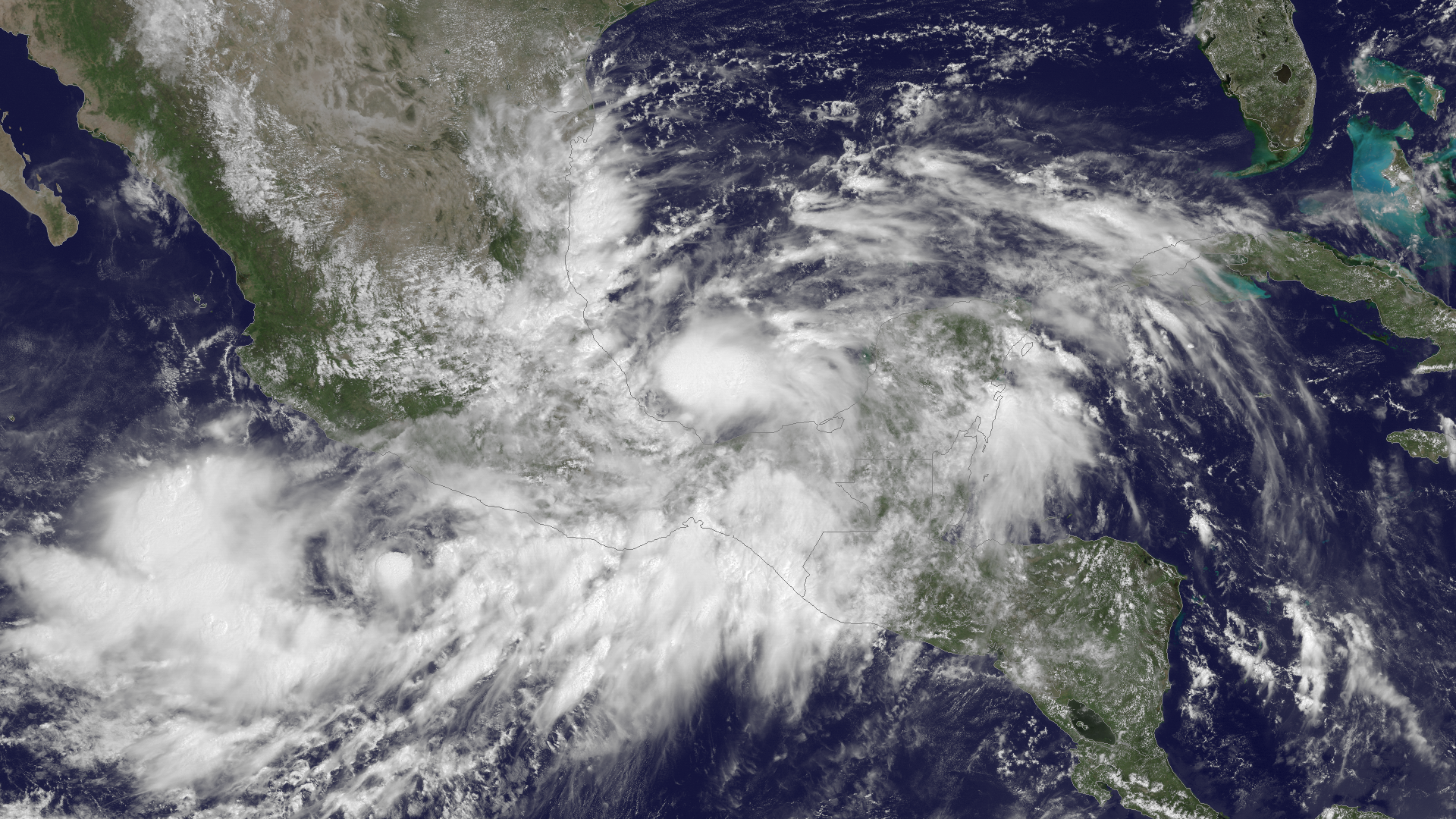
Ingrid et Manuel le 13 septembre 2013, encerclant le Mexique.

Plusieurs avertissements et alertes cycloniques ont été émis en prévision de l'arrivée de la tempête. Dès le 12 septembre à 21 h UTC, le gouvernement du Mexique a émis un avertissement de tempête tropicale à partir de Coatzacoalcos à Nautla, État de Veracruz. Le 13 septembre, l'avertissement de tempête tropicale a été étendu vers le nord pour Cabo Rojo, État de  Veracruz. Simultanément, une veille pour tempête tropicale a été émise à partir de Cabo Rojo jusqu'au nord de La Pesca, Tamaulipas.

## Impacts
L'ouragan Ingrid a donné de fortes pluies sur le Nord du Mexique. Certaines villes ont été isolées après que les rivières ont atteint des niveaux critiques. Six décès sont survenus dans les États de Hidalgo et Puebla dont trois ont été causés lorsqu'un véhicule a été emporté sur une route, tandis que les trois autres sont mortes après que leurs maisons ont été ensevelies par une coulée de boue. Notimex, une agence de nouvelles du Mexique, a rapporté que plusieurs routes s'étaient effondrées et les maisons inondées. Dans l'État de Veracruz, 23 000 personnes ont dû être évacuées, dont 9 000 vers des abris gouvernementaux. Au moins 20 routes principales et 12 ponts ont été endommagés. Douze personnes sont mortes lorsque leur autobus a été emporté dans un glissement de terrain à Altotonga.

## Retrait
À la suite des dommages causés au Mexique par la combinaison des ouragans Manuel et Ingrid, le duo de noms a été retiré des listes futures lors de la réunion annuelle du groupe des cyclones tropicaux de l'Organisation météorologique mondiale qui s'est tenue le 10 avril 2014. Ingrid sera remplacé par Imelda dans la liste de 2019.